# Nora Zehetner
Nora Angela Zehetner (ur. 5 lutego 1981 w El Paso w Teksasie, USA) – amerykańska aktorka filmowa i telewizyjna, znana z roli Eden McCain w serialu o tematyce science-fiction Herosi.